# Почесні громадяни Ватутіного
| №  | Прізвище, ім'я, по батькові                              | Коротко про особу | Дата присвоєння |
| -- | -------------------------------------------------------- | --- | --------------- |
| 1  | Білоус Олексій Григорович (29.03.1926-14.03.1999)        | шахтар, Герой Соціалістичної Праці. Учасник Великої Вітчизняної війни. Нагороджений орденами Леніна, «Знак Пошани», Вітчизняної війни І ступеня, медалями, знаком «Шахтарська Слава» трьох ступенів. Почесний шахтар України.                                                 | 23.05.1997      |
| 2  | Какіашвілі Іраклій Володимирович (20.05.1924-25.03.2002) | шахтар, кавалер орденів Леніна, Вітчизняної війни ІІ ступеня. Нагороджений знаком «Шахтарська Сава» трьох ступенів. Почесний шахтар України. | 23.05.1997      |
| 3  | Говорова Олена Федорівна (07.11.1917-17.04.2002)         | рідна сестра Героя Радянського Союзу генерала армії М.Ф. Ватутіна, ветеран праці. | 23.05.1997      |
| 4  | Вовченко Дмитро Данилович (07.11.1916-05.02.2006)        | будівельник міста. Начальник будівельної дільниці, будівельного управління. Нагороджений орденами і медалями. | 23.05.1997      |
| 5  | ОЛІЙНІЧЕНКО Євген Тимофійович (01.01.1931 – 21.10.2002)  | колишній голова виконавчого комітету Ватутінської міської ради депутатів трудящих (1969-1980рр.). | 23.05.1997      |
| 6  | Чебурахін Микола Зіновійович (17.12.1927)                | лікар-терапевт Ватутінської міської лікарні, кавалер ордена «За заслуги» ІІІ ст., ветеран праці. | 25.05.2000      |
| 7  | Авраменко Леонід Григорович (10.06.1940-25.04.2013)      | гірничий інженер, ветеран праці. Колишній директор ш/у «Ватутінське». | 25.05.2000      |
| 8  | Богомолкін Матвій Григорович (20.08.1922 – 23.11.2009)   | ветеран Другої світової війни, учасник Сталінградської, Курської, Корсунь-Шевченківської битв. Нагороджений багатьма бойовими орденами та медалями. Колишній комсорг ЦК ВЛКСМ (1948-1949) на республіканській комсомольській ударній будові Юрківського вугільного комплексу. | 18.05.2001      |
| 9  | Балаба Володимир Петрович (24.01.1949 – 12.10.2014)      | ветеран праці, колишній генеральний директор «ВАТ ВКВ» | 18.05.2001      |
| 10 | Заїка Олексій Філімонович (15.02.1926-16.09.2004)        | учасник Другої світової війни, ветеран праці, колишній директор ЗОШ № 1. | 14.05.2002      |
| 11 | Бейлер Ніна Григорівна (12.11.1947)                      | колишня голова правління ВАТ «Ватутінський м’ясокомбінат». | 14.05.2002      |
| 12 | Ламанова Маргарита Андріївна (23.03.1921- 16.10.2007)    | колишня голова виконавчого комітету Ватутінської міської ради депутатів трудящих (1965-1969). Учасниця Другої світової війни, ветеран праці. Нагороджена орденами «Знак пошани», «За мужність» ІІІ ст., медалями.                                                             | 22.08.2002      |
| 13 | Горовий Василь Остапович (29.05.1926 – 04.11.2010)       | машиніст екскаватора. Учасник Другої світової війни, ветеран праці, кавалер бойових і трудових орденів та медалей. | 22.08.2002      |
| 14 | Дубінін Віталій Іванович(01.01.1932 - 01.2014)           | машиніст екскаватора, ветеран праці. Нагороджений орденами Леніна і «Знак Пошани», медалями. Депутат ВР СРСР трьох скликань (1962-1974) | 22.08.2002      |
| 15 | Говоров Олександр Васильович (20.06.1931)                | директор музею Героя Радянського Союзу генерала армії М. Ф. Ватутіна у с. Ватутіно Валуйського району Бєлгородської області (РФ), ветеран праці. | 07.06.2007      |
| 16 | Яременко Іван Гаврилович (22.08.1946)                    | директор ВАТ «Ватутінське АТП-2362», заслужений працівник автомобільного транспорту України. | 07.06.2007      |
| 17 | Ткаченко Олександр Миколайович (07.03.1939)              | депутат Верховної Ради України від КПУ | 16.08.2008      |
| 18 | Довбуш Марія Григорівна (13.01.1950)                     | заслужений вчитель України, вчитель початкових класів загальноосвітньої школи І-ІІІ ступенів № 5 | 26.08.2012      |
| 19 | Панзюк Михайло Степанович (09.12.1949)                   | заслужений працівник культури України, художній керівник народного аматорського естрадного оркестру «Угольок» | 26.08.2012      |
| 20 | БОЙКО Раїса Миколаївна (28.02.1938)                      | заслужений вчитель УРСР, ветеран педагогічної праці | 07.08.2014      |
| 21 | МИХАЙЛОВ Ігор Валентинович (07.04.1945)                  | пенсіонер, колишній директор міського стадіону "Шахтар" | 25.04.2019      |